# Pantanal (samhälle)
Pantanal är ett samhälle i Brasilien.   Det ligger i kommunen Florianópolis och delstaten Santa Catarina, i den södra delen av landet, 1 300 km söder om huvudstaden Brasília. Pantanal ligger 20 meter över havet och antalet invånare är 4 700. Det ligger på ön Ilha de Santa Catarina.
Terrängen runt Pantanal är kuperad åt nordost, men åt sydväst är den platt. Havet är nära Pantanal västerut. Trakten är tätbefolkad. Närmaste större samhälle är Florianópolis, 3,5 km väster om Pantanal. 
I omgivningarna runt Pantanal växer i huvudsak städsegrön lövskog.